# Estrecho
Estrecho este o arie protejată (arie specială de conservare — SAC, sit de importanță comunitară — SCI, arie de protecție specială avifaunistică — SPA) din Spania întinsă pe o suprafață de 19.177,29 ha, integral pe uscat.

## Localizare
Centrul sitului Estrecho este situat la coordonatele 36°03′55″N 5°43′07″W / 36.0654°N 5.7187°V.

## Înființare
Situl Estrecho a fost declarat arie de protecție specială avifaunistică în mai 2003 pentru a proteja 2 specii de plante și 54 de specii de animale. Alte tipuri de protecție:
- sit de importanță comunitară (în decembrie 2003)
- arie specială de conservare (în septembrie 2012)[4][6][7]

## Biodiversitate
Situată în ecoregiunile marină mediteraneană și mediteraneană, aria protejată conține 31 de habitate naturale: Dune de coastă cu Juniperus spp., Terase mlăștinoase și terase nisipoase neacoperite de apă la reflux, Depresiuni intradunale umede, Dune cu tufărișuri sclerofile Cisto-Lavenduletalia, Păduri de Quercus suber, Fânețe de joasă altitudine (Alopecurus pratensis, Sanguisorba officinalis), Dune de coastă fixe cu vegetație erbacee („dune gri”), Dune mobile cu vegetație embrionară, Pășuni mediteraneene udate de apa mării (Juncetalia maritimi), Salicornia și alte specii anuale care populează regiunile mlăștinoase și nisipoase, Pseudostepă cu ierburi și specii anuale de Thero-Brachypodietea, Pajiști umede mediteraneene cu ierburi înalte de Molinio-Holoschoenion, Dune cu vegetație ierboasă Malcolmietalia, Tufărișuri termo-mediteraneene și de pre-deșert, Păduri aluvionare cu Alnus glutinosa și Fraxinus excelsior (Alno-Padion, Alnion incanae, Salicion albae), Lagune de coastă, Dune mobile de-a lungul țărmului cu Ammophila arenaria („dune albe”), Peșteri inaccesibile publicului, Galerii și tufărișuri riverane sudice (Nerio-Tamaricetea și Securinegion tinctoriae), Păduri termofile cu Fraxinus angustifolia, Pajiști uscate europene, Galerii de Salix alba și de Populus alba, Pajiștile Spartina (Spartinion maritimae), Păduri iberice de Quercus faginea și Quercus canariensis, Dune împădurite cu Pinus pinea și/sau Pinus pinaster, Dehesas cu Quercus spp. perene, Pante stâncoase silicioase cu vegetație casmofită, Faleze cu vegetație de Limonium spp. endemic de pe coastele mediteraneene, Recifuri, Tufărișuri halofile mediteraneene și termo-atlantice (Sarcocornetea fruticosi), Păduri de Olea și Ceratonia.
La baza desemnării sitului se află mai multe specii protejate:
- plante (2): Narcissus viridiflorus, Orobanche densiflora
- păsări (49): uliu porumbar (Accipiter gentilis), fluierar de munte (Actitis hypoleucos), vulturul negru (Aegypius monachus), Apus caffer, Aquila adalberti, acvilă de munte (Aquila chrysaetos), Aquila fasciata, stârc cenușiu (Ardea cinerea), pietruș (Arenaria interpres), Bubulcus ibis, șorecarul comun (Buteo buteo), Calidris alba, fugaci de țărm (Calidris alpina), prundăraș de sărătură (Charadrius alexandrinus), prundaș gulerat mare (Charadrius hiaticula), barză albă (Ciconia ciconia), barză neagră (Ciconia nigra), șerpar (Circaetus gallicus), erete de stuf (Circus aeruginosus), erete vânăt (Circus cyaneus), erete cenușiu (Circus pygargus), acvilă-țipătoare-mică (Clanga pomarina), egretă mică (Egretta garzetta), Elanus caeruleus, Falco eleonorae, Falco naumanni, șoim călător (Falco peregrinus), vânturel roșu (Falco tinnunculus), vulturul pleșuv sur (Gyps fulvus), acvilă pitică (Hieraaetus pennatus), pescăriță mare (Hydroprogne caspia), Larus audouinii, pescăruș negricios (Larus fuscus), Larus michahellis, pescăruș râzător (Larus ridibundus), gaia neagră (Milvus migrans), gaia roșie (Milvus milvus), vultur egiptean (Neophron percnopterus), vultur pescar (Pandion haliaetus), viespar (Pernis apivorus), cormoran mare (Phalacrocorax carbo carbo), flamingo roz (Phoenicopterus roseus), țigănuș (Plegadis falcinellus), ploier auriu (Pluvialis apricaria), ploier argintiu (Pluvialis squatarola), ciocântors (Recurvirostra avosetta), corcodel mic (Tachybaptus ruficollis), călifar alb (Tadorna tadorna), chiră de mare (Thalasseus sandvicensis)
- mamifere (3): vidră de râu (Lutra lutra), marsuin (Phocoena phocoena), delfin mare (Tursiops truncatus)
- reptile (2): Caretta caretta, Mauremys leprosa

Pe lângă speciile protejate, pe teritoriul sitului au mai fost identificate 41 de specii de plante, 1 specie de păsări, 10 specii de mamifere, 35 de specii de nevertebrate, 1 specie de pești, 3 specii de reptile.